# フナガタガイ科
フナガタガイ科（船形貝科、Trapezidae）は、異歯亜綱マルスダレガイ目に含まれる二枚貝の科で、貝殻が前後にやや長く長方形に近い。太短い水管と、鉸歯は主歯2個・前後に側歯をもつ。模式属は Trapezium Megerle von Mühlfeld, 1811 であり、属名の"Trapezium"は「台形」を意味する。房総半島以南のインド-西太平洋の岩礁などに主に生息し、日本産は7種が知られている。

## 属
フナガタガイ科は小さな科で、日本産は7種が知られている。本科にふくまれる5つの属と主な種を以下に記した。
- Coralliophaga Blainville, 1824 タガソデガイなど。サンゴに穿孔し、足糸は使わない[3][4]。地中海やカリブ海にも分布[7]。
- Fluviolanatus Iredale, 1924　豪州産。
- Glossocardia Stoliczka, 1870　ツキヨミガイ属。海底洞窟に生息[8]。
- Neotrapezium Habe, 1951 ウネナシトマヤガイは美味い[9]。
- Trapezium Megerle von Mühlfeld, 1811　フナガタガイ属。岩礁に足糸で付着する。

## 分化
本科関連の主な科の分岐図の一例を下に示した。

白亜紀以降、水温や淡水化など環境の変化に応じて種の分化が進行した。本科は外観が似たトマヤガイ科とは遠縁で、マルスダレガイ目の中で鉸歯や水管があまり発達していない科である。